# The Laws of Jazz
| Recensione | Giudizio |
| ---------- | -------- |
| AllMusic   |          |

The Laws of Jazz è l'album di debutto (a proprio nome) del flautista jazz statunitense Hubert Laws, pubblicato dalla casa discografica Atlantic Records nel gennaio del 1965.

## Tracce

### LP
Lato A
Musiche di Hubert Laws, eccetto dove indicato.
1. Miss Thing – 3:47 (musica: Bobby Thomas) – Registrato il 2 aprile 1964
2. All Soul – 3:39 (musica: Curtis Lewis) – Registrato il 22 aprile 1964
3. Black Eyed Peas and Rice – 3:25 – Registrato il 2 aprile 1964
4. Bessie's Blues – 6:12 – Registrato il 22 aprile 1964

Lato B
Musiche di Hubert Laws, eccetto dove indicato.
1. And Don't You Forget It – 2:59 (musica: Bobby Thomas) – Registrato il 22 aprile 1964
2. Bimbe Blue – 7:51 – Registrato il 2 aprile 1964
3. Capers – 5:36 (musica: Tommy McIntosh) – Registrato il 22 aprile 1964

## Musicisti
Miss Thing / Black Eyed Peas and Rice / Bimbe Blue
- Hubert Laws – flauto, piccolo (brano: Black Eyed Peas and Rice)
- Armando Corea – pianoforte
- Richard Davis – contrabbasso
- Bobby Thomas – batteria

All Soul / Bessie's Blues / And Don't You Forget It / Capers
- Hubert Laws – flauto, piccolo (brano: And Don't You Forget It)
- Armando Corea – pianoforte
- Richard Davis – contrabbasso
- Jimmy Cobb – batteria

Note aggiuntive
- Joel Dorn – produttore, supervisione
- Registrazioni effettuate il 2 e 22 aprile 1964 al Atlantic Studios di New York City, New York
- Phil Iehle – ingegnere delle registrazioni
- Arnold Doren – foto copertina album originale
- Marvin Israel – design copertina album originale
- Bob Altshuler – note retrocopertina album originale [3]